# Grońsko
Grońsko je vesnice ve Velkopolském vojvodství na západě Polska. Nachází se 5 km od Lwóweku, 13 km od Nowy Tomyślu a 55 km od Poznaně. Podle sčítání z roku 1837 měla tato vesnice 317 obyvatel a 28 domů.